# Martin Ericsson (skådespelare)
Josef Martin Ericsson, ursprungligen Eriksson, född 31 maj 1891 i Hedvig Eleonora församling i Stockholm, död där i Kungsholms församling 20 februari 1973, var en svensk skådespelare. 

## Biografi
Ericsson studerade vid Dramatens elevskola 1908–1909. Han var engagerad vid Lorensbergsteatern i Göteborg 1918–1924 och senare knuten till Komediteatern och Konserthusteatern i Stockholm samt till Helsingborgs stadsteater. Från 1944 fram till pensioneringen 1962 var Ericsson vid Göteborgs stadsteater.

## Filmografi
- 1938 – I nöd och lust
- 1939 – Panik
- 1940 – Västkustens hjältar
- 1961 – Pojken i trädet

## Teater

### Roller (ej komplett)
| År   | Roll                            | Produktion                                                      | Regi                            | Teater                                   |
| ---- | ------------------------------- | --------------------------------------------------------------- | ------------------------------- | ---------------------------------------- |
| 1924 |                                 | Det gick en ängel Jacques Bousquet och Henri Falk               | Tollie Zellman                  | Komediteatern                            |
| 1924 |                                 | Dulcie George S. Kaufman och Marc Connelly                      |                                 | Blancheteatern                           |
| 1924 | Marcel                          | Dockan André Picard och Val André Jaeger-Schmidt                | Karin Swanström                 | Blancheteatern                           |
| 1928 |                                 | Go' morron, Bill P.G. Wodehouse                                 | Gösta Cederlund                 | Helsingborgs stadsteater                 |
| 1928 |                                 | Den första av herrarna Yves Mirande och André Mouézy-Éon        | Albert Nycop                    | Helsingborgs stadsteater                 |
| 1928 |                                 | Diktatorn Jules Romains                                         | Albert Nycop                    | Helsingborgs stadsteater                 |
| 1929 |                                 | Markisinnan Noël Coward                                         | Albert Nycop                    | Helsingborgs stadsteater                 |
| 1929 |                                 | Frökens man Gábor Drégely                                       | Albert Nycop                    | Helsingborgs stadsteater                 |
| 1929 | Don Pedro                       | Don Gil av gröna byxor Tirso de Molina                          | Rudolf Wendbladh                | Helsingborgs stadsteater                 |
| 1929 | Domaren                         | Periferi František Langer                                       | Rudolf Wendbladh                | Helsingborgs stadsteater                 |
| 1929 | Hayward Clear                   | Lavendelfröknarna Daisy Fisher                                  | Rudolf Wendbladh                | Helsingborgs stadsteater                 |
| 1929 | Översten                        | Resans slut Robert Cedric Sheriff                               | Rudolf Wendbladh                | Helsingborgs stadsteater                 |
| 1930 | Corbaccio                       | Volpone Ben Jonson                                              | Rudolf Wendbladh                | Helsingborgs stadsteater                 |
| 1930 | Castel-Bénac                    | Topaze Marcel Pagnol                                            | Albert Nycop                    | Helsingborgs stadsteater                 |
| 1930 | Markis de Chantalard            | Kom, sågs, segrade! Louis Verneuil                              | Rudolf Wendbladh                | Helsingborgs stadsteater                 |
| 1930 | Nicobar                         | Karusellen George Bernard Shaw                                  | Rudolf Wendbladh                | Helsingborgs stadsteater                 |
| 1930 | Fernand Lebarmécide             | Odågan Jacques Deval                                            | Rudolf Wendbladh                | Helsingborgs stadsteater                 |
| 1930 | En kund                         | Jag är min syster Ralph Benatzky och Robert Blum                | Rudolf Wendbladh                | Helsingborgs stadsteater                 |
| 1931 | Professorn                      | Markurells i Wadköping Hjalmar Bergman                          | Albert Nycop                    | Helsingborgs stadsteater                 |
| 1931 | Herodes Antipas                 | Barabbas Michel de Ghelderode                                   | Rudolf Wendbladh                | Helsingborgs stadsteater                 |
| 1931 | Moscat                          | "Succes!" Édouard Bourdet                                       | Rudolf Wendbladh                | Helsingborgs stadsteater                 |
| 1931 | Dr Oscar Anderstedt             | Sensation Erik Lindorm                                          | Rudolf Wendbladh                | Helsingborgs stadsteater                 |
| 1931 | Brukspatron Theodor Fristedt    | Dunungen Selma Lagerlöf                                         | Gustaf Linden                   | Skansenteatern                           |
| 1931 | Bredberg                        | Thalias barn Tor Hedberg                                        | Rudolf Wendbladh                | Helsingborgs stadsteater                 |
| 1931 | Francis Bacon                   | Elisabet av England Ferdinand Bruckner                          | Rudolf Wendbladh                | Helsingborgs stadsteater                 |
| 1931 | Baron Sars                      | Hans nåds testamente Hjalmar Bergman                            | Rudolf Wendbladh                | Helsingborgs stadsteater                 |
| 1932 | Teodor Schreiner                | Till polisens förfogande Max Alsberg och Otto Ernst Hesse       | Albert Nycop                    | Helsingborgs stadsteater                 |
| 1932 | Fängelseprästen                 | En resa i natten Sigurd Christiansen                            | Rudolf Wendbladh                | Helsingborgs stadsteater                 |
| 1932 | Emile Larnois                   | Svindlare Louis Verneuil                                        | Rudolf Wendbladh                | Helsingborgs stadsteater                 |
| 1932 | Kardinalen Kristian IV          | Vi Ludvig Nordström                                             | Rudolf Wendbladh                | Helsingborgs stadsteater                 |
| 1932 | Thomas von Ulrich               | Fröken Kyrkråtta Ladislas Fodor                                 | Albert Nycop                    | Helsingborgs stadsteater                 |
| 1932 | Baron Subotitsch                | Du och jag Ralph Benatzky och Hans Müller-Einigen               | Rudolf Wendbladh                | Helsingborgs stadsteater                 |
| 1933 | Hanefeldt                       | Före solnedgången Gerhart Hauptmann                             | Rudolf Wendbladh                | Helsingborgs stadsteater                 |
| 1933 | Lawrence Cator                  | En idealisk hustru Peter Garland                                | Rudolf Wendbladh                | Helsingborgs stadsteater                 |
| 1933 | Sir Basil Winterton             | Ungkarlspappan Edward Childs Carpenter                          | Albert Nycop                    | Helsingborgs stadsteater                 |
| 1933 | Antonio                         | Trettondagsafton William Shakespeare                            | Rudolf Wendbladh                | Helsingborgs stadsteater                 |
| 1933 | Överste Tallboys                | För sant för att vara bra George Bernard Shaw                   | Rudolf Wendbladh                | Helsingborgs stadsteater                 |
| 1933 | Gert Bokpräntare                | Mäster Olof August Strindberg                                   | Rudolf Wendbladh                | Helsingborgs stadsteater                 |
| 1933 | Greve Konrad Marenzi            | Den lilla butiken László Bús-Fekete                             | Albert Nycop                    | Helsingborgs stadsteater                 |
| 1934 | Rosenschiöld                    | Ett brott Sigfrid Siwertz                                       | Rudolf Wendbladh                | Helsingborgs stadsteater                 |
| 1934 | Frazer                          | Syndafloden Henning Berger                                      | Rudolf Wendbladh                | Helsingborgs stadsteater                 |
| 1934 |                                 | Dunungen Selma Lagerlöf                                         |                                 | Fredriksdalsteatern                      |
| 1934 | Robert Cotillard                | OBS! Nymålat René Fauchois                                      | Albert Nycop                    | Helsingborgs stadsteater                 |
| 1934 | Jago                            | Othello William Shakespeare                                     | Rudolf Wendbladh                | Helsingborgs stadsteater                 |
| 1934 | Ivar Munk                       | Ljungby Horn Edgar Collin, Vilhelm Østergaard, och Alfred Ipsen | Albert Nycop                    | Helsingborgs stadsteater                 |
| 1935 | Överste Tallboys                | För sant för att vara bra George Bernard Shaw                   | Rudolf Wendbladh                | Helsingborgs stadsteater Turné           |
| 1935 | Heller                          | Domino Marcel Achard                                            | Rudolf Wendbladh                | Helsingborgs stadsteater                 |
| 1935 | Gustav Wiesinger                | Plats för de unga Paul Vulpius                                  | Albert Nycop                    | Helsingborgs stadsteater                 |
| 1935 | Hertig av Domesday              | På grund George Bernard Shaw                                    | Rudolf Wendbladh                | Helsingborgs stadsteater                 |
| 1935 | Baron Nikolaj Lvovitj Tuzenbach | Tre systrar Anton Tjechov                                       | Rudolf Wendbladh                | Helsingborgs stadsteater                 |
| 1935 | Musiker Andersson, Bratscha     | Kvartetten som sprängdes Birger Sjöberg                         | Albert Nycop                    | Helsingborgs stadsteater                 |
| 1936 | Wilfred Cedar                   | För berömliga gärningar W. Somerset Maugham                     | Rudolf Wendbladh                | Helsingborgs stadsteater                 |
| 1936 | Frank Galloway                  | "Älskar - älskar inte" Samson Raphaelson                        | Rudolf Wendbladh                | Helsingborgs stadsteater                 |
| 1936 | David Bliss                     | Höfeber Noël Coward                                             | Rudolf Wendbladh                | Helsingborgs stadsteater                 |
| 1936 | Pater Hieronymus                | Regina von Emmeritz Zacharias Topelius                          | Ernst Eklund                    | Skansenteatern                           |
| 1936 | Karl                            | Förstår vi varandra? Petar Preradović                           | Albert Nycop                    | Helsingborgs stadsteater                 |
| 1936 | Fouché                          | Napoleon den ende Paul Raynal                                   | Rudolf Wendbladh                | Helsingborgs stadsteater                 |
| 1937 | Guy Waller                      | Hans högvördighet ordnar allt Frederick J. Jackson              | Yngve Nordwall                  | Helsingborgs stadsteater                 |
| 1937 | Professor Sigelius              | Lavinen Karel Čapek                                             | Rudolf Wendbladh                | Helsingborgs stadsteater                 |
| 1938 | Benedick                        | Mycket väsen för ingenting William Shakespeare                  | Rudolf Wendbladh                | Helsingborgs stadsteater                 |
| 1938 | Furst Uratjev                   | Tovarisj Jacques Deval                                          | Yngve Nordwall                  | Helsingborgs stadsteater                 |
| 1938 | Georg Heinrich von Görtz        | Carl XII August Strindberg                                      | Rudolf Wendbladh                | Helsingborgs stadsteater                 |
| 1938 | Stanley W. Carrington           | Min fru från Paris Jacques Deval                                | Albert Nycop                    | Helsingborgs stadsteater                 |
| 1939 | Octavio                         | Kärleken gör under Lope de Vega                                 | Rudolf Wendbladh                | Helsingborgs stadsteater                 |
| 1939 | Sir Colenso Ridgeon             | Doktorns dilemma George Bernard Shaw                            | Rudolf Wendbladh                | Helsingborgs stadsteater                 |
| 1939 | Henderson                       | Koppla av! Moss Hart och George S. Kaufman                      | Rudolf Wendbladh                | Helsingborgs stadsteater                 |
| 1940 | Robert Carson                   | Min hustru — Dr. Carson St. John Ervine                         | Rudolf Wendbladh                | Helsingborgs stadsteater                 |
| 1940 | Roger Bernhusen de Sars         | Hans nåds testamente Hjalmar Bergman                            |                                 | Fredriksdalsteatern                      |
| 1940 | Sir George Helston              | Vibrationer Charles Morgan                                      | Rudolf Wendbladh                | Helsingborgs stadsteater                 |
| 1940 | General Cesar Siriani           | 30 sekunder kärlek Aldo De Benedetti                            | Albert Nycop                    | Helsingborgs stadsteater                 |
| 1940 | Rolf Swedenhielm senior         | Swedenhielms Hjalmar Bergman                                    | Rudolf Wendbladh                | Helsingborgs stadsteater                 |
| 1941 | Mr. Carp                        | Lyckans gullgosse Clifford Odets                                | Rudolf Wendbladh                | Helsingborgs stadsteater                 |
| 1941 | Major Evelyn Bathurst           | En riktig karl Noël Coward                                      | Rudolf Wendbladh                | Helsingborgs stadsteater                 |
| 1941 | Bill Blake                      | Lycklig resa! Samson Raphaelson                                 | Rudolf Wendbladh                | Helsingborgs stadsteater                 |
| 1941 | Bulstrode Whitelocke            | Christina August Strindberg                                     | Rudolf Wendbladh                | Helsingborgs stadsteater                 |
| 1941 | Gert Bokpräntare                | Mäster Olof August Strindberg                                   | Rudolf Wendbladh                | Helsingborgs stadsteater/ Riksteatern    |
| 1941 | Bedreddin                       | Aladdin Adam Oehlenschläger                                     | Herman Ahlsell Rudolf Wendbladh | Helsingborgs stadsteater                 |
| 1942 | Handelsmannen                   | Mikaels dag Harry Blomberg                                      | Rudolf Wendbladh                | Helsingborgs stadsteater                 |
| 1942 | Michel Ancelot                  | Resan till Venedig Louis Verneuil                               | Albert Nycop                    | Helsingborgs stadsteater                 |
| 1943 | Fader Lorents                   | Niels Ebbesen Kaj Munk                                          | Ingmar Bergman                  | Dramatikerstudion                        |
| 1943 | Fader Lorents                   | Niels Ebbesen Kaj Munk                                          | Rudolf Wendbladh                | Helsingborgs stadsteater                 |
| 1944 | McCarthy                        | Livet är ju härligt William Saroyan                             | Per Knutzon                     | Helsingborgs stadsteater                 |
| 1944 |                                 | Markisinnan Noël Coward                                         | Carlo Keil-Möller               | Helsingborgs stadsteater                 |
| 1944 |                                 | För öppen ridå Mogens Brandt                                    | Per Knutzon                     | Helsingborgs stadsteater                 |
| 1944 | Marcus Junius Brutus            | Julius Caesar William Shakespeare                               | Rudolf Wendbladh                | Helsingborgs stadsteater                 |
| 1946 | Förste patriciern               | Caligula Albert Camus                                           | Ingmar Bergman                  | Göteborgs stadsteater                    |
| 1947 | Den blinde                      | Ett drömspel August Strindberg                                  | Olof Molander                   | Göteborgs stadsteater, 13 september 1947 |
| 1948 | Duncan                          | Macbeth William Shakespeare                                     | Ingmar Bergman                  | Göteborgs stadsteater                    |
| 1948 |                                 | Mollusken Hubert Henry Davies                                   | Semmy Friedmann                 | Lisebergsteatern                         |
| 1951 |                                 | Oväder August Strindberg                                        | Knut Ström                      | Göteborgs stadsteater, 2 januari 1951    |
| 1951 |                                 | Kära Ruth Norman Krasna                                         | Ernst Eklund                    | Lisebergsteatern                         |
| 1952 | Generalen                       | I skvallerspegeln Samuel Spewack                                | Knut Ström                      | Göteborgs stadsteater, 29 augusti 1952   |
| 1952 |                                 | Dans under stjärnorna Jean Anouilh                              | Helge Wahlgren                  | Göteborgs stadsteater, hösten 1952       |
| 1959 |                                 | Besök av gammal dam Friedrich Dürrenmatt                        | Johan Falck                     | Göteborgs stadsteater                    |
| 1964 | Biskop Pierre Cauchon           | Sankta Johanna George Bernard Shaw                              | Per Gerhard                     | Vasateatern                              |

## Radioteater

### Roller
| År   | Roll            | Produktion                                                              | Regi           |
| ---- | --------------- | ----------------------------------------------------------------------- | -------------- |
| 1949 | Mr Ernest       | Filip Collins äventyr: Detektiven Kenyons blandade känslor Frank Heller | Knut Ström     |
| 1955 | Köpman Vigeland | Samhällets stöttepelare Henrik Ibsen                                    | Helge Wahlgren |